# 迪亞布洛克 (肯塔基州)
迪亞布洛克（英語：Diablock）是位於美國肯塔基州佩里縣的一個人口普查指定地區。

## 人口
根據2020年美國人口普查的數據，迪亞布洛克的面積為0.55平方千米，當中陸地面積為0.53平方千米，而水域面積為0.02平方千米。當地共有人口409人，而人口密度為每平方千米743.64人。